# Seznam krajev Unescove svetovne dediščine v Iranu
Območja svetovne dediščine Organizacije Združenih narodov za izobraževanje, znanost in kulturo (UNESCO) so mesta, pomembna za kulturno ali naravno dediščino, kot je opisano v Unescovi konvenciji o svetovni dediščini, ustanovljeni leta 1972. Iran je konvencijo sprejel 26. februarja 1975, zaradi česar so bila njegova zgodovinska mesta upravičena do uvrstitve na seznam. Do leta 2021 je vključenih šestindvajset lokacij v Iranu.
Prva tri najdišča v Iranu, Mejdan-e Emam v Isfahanu, Perzepolis in Čoga Zanbil, so bila vpisana na seznam na 3. zasedanju odbora za svetovno dediščino, ki je potekalo v Kairu in Luksorju v Egiptu leta 1979. Do leta 2003, ko je bil na seznam dodan Takht-e Soleyman, so ostali edina navedena lastnina Islamske republike. Zadnji dodatek so bili hirkanski gozdovi, vpisani leta 2019. Najnovejši dodatek so bila Prazgodovinska najdišča doline Khorramabad, vpisana leta 2025. Poleg vpisanih najdišč Iran na svojem okvirnem seznamu navaja tudi 58 nepremičnin.
Poleg svojih vpisanih območij Iran na svojem poskusnem seznamu navaja tudi več kot 50 nepremičnin.

## Svetovna dediščina
Tabelo je mogoče razvrstiti po stolpcu s klikom na Razvrsti oboje.gif na vrhu ustreznega stolpca; alfanumerično za stolpce za mesto, območje in leto; država pogodbenica za stolpec lokacije; in po vrsti meril za stolpec Merila. Čezmejna spletna mesta so razvrščena na dnu.
Ime dediščine; poimenovan po uradni oznaki Odbora za svetovno dediščino 
Lokacija; na ravni mesta, regije ali pokrajine in geokoordinate
merila; kot je opredelil Odbor za svetovno dediščino 
Območje; v hektarjih in hektarjih. Če je na voljo, je bila zabeležena tudi velikost varovalnega pasu. Pomanjkanje vrednosti pomeni, da UNESCO ni objavil nobenih podatkov
Leto vpisa; med katerim je bilo območje vpisano na seznam svetovne dediščine
Opis; kratke informacije o mestu, vključno z razlogi za opredelitev kot ogroženo območje, če je primerno
| Ime                                                                          | Slika | Lokacija                                                                                         | Kriteriji                      | Območje ha    | Leto vpisa | Opis |
| ---------------------------------------------------------------------------- | ----- | ------------------------------------------------------------------------------------------------ | ------------------------------ | ------------- | --- | --- |
| Armenski samostani v Iranu                                                   |       | provinca Zahodni Azerbajdžan 38°58′44″N 45°28′24″E / 38.97889°N 45.47333°E                       | Kulturno: (ii)(iii)(vi)        | 129 ha        | 2008 | [ 8 ] |
| Bam s kulturno krajino                                                       |       | provinca Kerman 29°07′00″N 58°22′00″E / 29.11667°N 58.36667°E                                    | Kulturno: (ii)(iii)(iv)(v)     | —             | 2004 | [ 9 ] |
| Bisotun Behistunski napis                                                    |       | provinca Kermanšah 34°23′18″N 47°26′12″E / 34.38833°N 47.43667°E                                 | Kulturno: (ii)(iii)            | 187 ha        | 2006 | [ 10 ] |
| Zgodovinska kulturna krajina Majmand                                         |       | provinca Kerman 30°10′05″N 55°22′32″E / 30.16806°N 55.37556°E                                    | Kulturno: (v)                  | 4954 ha       | 2015 | [ 11 ] |
| Kulturna krajina Uramanat/Hawraman                                           |       | provinca Kurdistan (Iran in Irak) Kermanshah (Iran) 35°6′26″N 46°28′40″E / 35.10722°N 46.47778°E | Kulturno: (iii)(v)             | 106 ha        | 2021 | [ 12 ] |
| Mavzolej Gonbad-e Qābus                                                      |       | provinca Golestan 37°15′29″N 55°10′08″E / 37.25806°N 55.16889°E                                  | Kulturno: (i)(ii)(iii)(iv)     | 1 ha          | 2012 | [ 13 ] |
| Palača Golestan                                                              |       | Teheran 35°40′47″N 51°25′13″E / 35.67972°N 51.42028°E                                            | Kulturno: (ii)(iii)(iv)        | 5,3 ha        | 2013 | [ 14 ] |
| Puščava Lut                                                                  |       | province Kerman in Sistan ind Balučistan 30°12′58″N 58°50′20″E / 30.21611°N 58.83889°E           | Naravno: (vii)(viii)           | 2.278.012 ha  | 2016 | [ 15 ] |
| Sasanidska arheološka mesta v provinci Fars (Bišapur, Firouzabad, Sarvestan) |       | provinca Fars 29°46′39″N 51°34′14″E / 29.77750°N 51.57056°E                                      | Kulturno: (ii)(iii)(v)         | 639,3 ha      | 2018 | [ 16 ] |
| Petkova mošeja v Isfahanu                                                    |       | Isfahan, provinca Isfahan 32°40′11″N 51°41′07″E / 32.66972°N 51.68528°E                          | Kulturno: (ii)                 | 2,07 ha       | 2012 | [ 17 ] |
| Nakš-e Džahan (Meidan Emam)                                                  |       | Isfahan, provinca Isfahan 32°39′27″N 51°40′40″E / 32.65750°N 51.67778°E                          | Kulturno: (i)(v)(vi)           | —             | 1979 | [ 18 ] |
| Pasargad                                                                     |       | provinca Fars 30°11′38″N 53°10′02″E / 30.19389°N 53.16722°E                                      | Kulturno: (i)(ii)(iii)(iv)     | 160 ha        | 2004 | [ 19 ] |
| Perzepolis                                                                   |       | provinca Fars 29°56′04″N 52°53′25″E / 29.93444°N 52.89028°E                                      | Kulturno: (i)(iii)(vi)         | 12,5 ha       | 1979 | [ 20 ] |
| Ruševine mesta Šahri Sohte                                                   |       | provinca Sistan in Balučistan 30°35′38″N 61°19′40″E / 30.59389°N 61.32778°E                      | Kulturno: (ii)(iii)(iv)        | 275 ha        | 2014 | [ 21 ] |
| Kanega in grobnica šejka Safija Al-Dina v Ardabilu                           |       | provinca Ardabil 38°14′55″N 48°17′29″E / 38.24861°N 48.29139°E                                   | Kulturno: (i)(ii)(iv)          | 2 ha          | 2010 | [ 22 ] |
| Zgodovinski hidravlični sistem Šuštar                                        |       | provinca Kuzestan 32°01′07″N 48°50′09″E / 32.01861°N 48.83583°E                                  | Kulturno: (i)(ii)(v)           | 240 ha        | 2009 | [ 23 ] |
| Sultanija                                                                    |       | provinca Zanjan 36°26′07″N 48°47′48″E / 36.43528°N 48.79667°E                                    | Kulturno: (ii)(iii)(iv)        | 790 ha        | 2005 | [ 24 ] |
| Antično mesto Susa                                                           |       | provinca Kuzestan 32°11′22″N 48°15′22″E / 32.18944°N 48.25611°E                                  | Kulturno: (i)(ii)(iii)(iv)     | 350 ha        | 2015 | [ 25 ] |
| Zgodovinski bazar v Tabrizu                                                  |       | provinca Vzhodni Azerbajdžan 38°04′53″N 46°17′35″E / 38.08139°N 46.29306°E                       | Kulturno: (ii)(iii)(iv)        | 29 ha         | 2010 | [ 26 ] |
| Arheološko najdišče Taht-e Solejman                                          |       | Provinca Zahodni Azerbajdžan 36°36′14″N 47°14′06″E / 36.60389°N 47.23500°E                       | Kulturno: (i)(ii)(iii)(iv)(vi) | 10 ha         | 2003 | [ 27 ] |
| Mesto ruševin Čoga Zanbil                                                    |       | provinca Kuzestan 32°05′00″N 48°32′00″E / 32.08333°N 48.53333°E                                  | Kulturno: (iii)(iv)            | —             | 1979 | [ 28 ] |
| Perzijski vrtovi                                                             |       | več provinc                                                                                      | Kulturno: (i)(ii)(iii)(iv)(vi) | 716 ha        | 2011 | [ 29 ] |
| Trans-Iranska železnica                                                      |       | province Mazandaran, Teheran in Kuzestan                                                         | Kulturno: (ii)(vi)             | 5784 ha       | 2021 | [ 30 ] |
| Perzijski kanat                                                              |       | več provinc 34°17′24″N 58°39′16″E / 34.29000°N 58.65444°E                                        | Kulturno: (iii)(iv)            | —             | 2016 | [ 31 ] |
| Zgodovinsko mesto Yazd                                                       |       | Yazd, provinca Yazd 31°53′50″N 54°22′4″E / 31.89722°N 54.36778°E                                 | Kulturno: (iii)(v)             | 195,67 ha     | 2017 | [ 32 ] |
| Kaspijski hirkanski mešani gozdovi                                           |       | province Golestan, Mazandaran in Gilan 37°25′17.3″N 55°43′27.4″E / 37.421472°N 55.724278°E       | Naravno: (ix)                  | 129.484,74 ha | 2019 | Hirkanski gozd je pokrival nekatere dele treh iranskih provinc, vključno: Provinca Golestan: Celotna južna in jugozahodna območja ter deli vzhodnih območij ravnice Gorgan so pokriti s hirkanskim gozdom, ki skupaj predstavlja površino. |
| Perzijski karavanseraj                                                       |       | 54 Lokacij v Iranu                                                                               | Kulturno: (ii)(iii)            |               | 2023 | Karavansaraji so bili obcestna gostišča, ki so nudila zavetje, hrano in vodo za karavane, romarje in druge popotnike. Poti in lokacije karavanserajev so bile določene glede na prisotnost vode, geografske razmere in varnostne pomisleke. Šestinpetdeset karavanserajev je le majhen odstotek številnih, zgrajenih ob starodavnih cestah Irana. |
| Ekbatana                                                                     |       | Hamadan Province                                                                                 | kulturno (i)(ii)(iii)(iv)      |               | 2024 | Starodavno mesto, ki je služilo kot prestolnica Medijcev od 7. stoletja pred našim štetjem in pozneje kot poletna prestolnica perzijskih in partskih cesarstev. Za to zgodovinsko lokacijo je značilna krožna zasnova. Arheološka izkopavanja so razkrila relikvije, vključno z zlatimi in srebrnimi ploščami, ki kažejo na bogastvo in pomen mesta. Ekbatana je omenjena v klasičnih zgodovinskih besedilih in je bila znana po svojem razkošju, s stavbami, okrašenimi z zlatom in srebrom. Skozi stoletja je bila središče različnih dinastij. |
| Prazgodovinska najdišča doline Khorramabad                                   |       | provinca Lorestan                                                                                | 1744; iii (kulturno)           | 2025          | Khorramabad, glavno mesto province, ki je v dolini, je dom številnih arheoloških najdišč in starodavnih relikvij. Dolina Khorramabad je ključno območje za preučevanje starodavnih iranskih civilizacij. To najdišče je sestavljeno iz šestih jam in skalnih zatočišč (na sliki je jama Kaldar). | |